# Thomisus citrinellus
Thomisus citrinellus är en spindelart som beskrevs av Simon 1875. Thomisus citrinellus ingår i släktet Thomisus och familjen krabbspindlar. Inga underarter finns listade i Catalogue of Life.